# Parafia Wniebowzięcia Najświętszej Maryi Panny w Żaganiu
Parafia pw. Wniebowzięcia Najświętszej Maryi Panny – jedna z trzech rzymskokatolickich parafii w Żaganiu. Parafia położona jest przy placu Klasztornym 2 i należy do dekanatu Żagań, diecezji zielonogórsko-gorzowskiej, metropolii szczecińsko-kamieńskiej. 

## Historia parafii
Parafia została erygowana w XIII wieku. Proboszczem parafii jest ks. kan. Władysław Tasior.

## Miejsca święte

### Kościoły filialne
- Kościół pw. Świętych Apostołów Piotra i Pawła w Żaganiu
- Kościół pw. św. Ducha w Żaganiu
- Kaplica zakonna pw. bł. Marii de Mattias ss. adoratorek w Żaganiu
- Kaplica domowa pw. bł. Czesława na plebanii w Żaganiu